# 421 î.Hr.

## Decese
- Cratinos, poet comic elin (n.  519 î.Hr.).

## Legături externe
Materiale media legate de 421 î.Hr. la Wikimedia Commons